# Comté de Cardston
Le comté de Cardston (anglais : Cardston County) est un district municipal du sud-ouest l'Alberta, au Canada.

## Communautés et localités
Bourgs
- Cardston
- Magrath

Villages
- Glenwood
- Hill Spring

Hameaux
- Aetna
- Beazer
- Carway
- Del Bonita
- Kimball
- Leavitt
- Mountain View
- Spring Coulee
- Welling
- Welling Station
- Woolford

Localités
- Boundary Creek
- Bradshaw
- Caldwell
- Colles
- Glenwoodville
- Hacke
- Hartleyville
- Jefferson
- Owendale
- Parkbend
- Raley
- Taylorville
- Twin River
- Whiskey Gap

## Démographie
| 2001  | 2006  | 2011  | 2016  |
| ----- | ----- | ----- | ----- |
| 4 325 | 4 037 | 4 167 | 4 481 |